# 喰いタン
『喰いタン』（くいタン）は、寺沢大介による日本の漫画。講談社の刊行する青年向け漫画雑誌『イブニング』にて連載された。単行本は、韓国や台湾でも出版されている。

## 概要
青年漫画雑誌『イブニング』において、2002年6月号（当時月刊誌）から2009年15号（隅週刊）まで連載された。2004年から同作者の『ミスター味っ子II』の連載開始に伴い、2作品の不定期併載（同時連載）が行われたが、作者や編集部の都合で両作品とも掲載される号は決まっていなかった。2005年12月下旬以降は本作の単独連載が標準となる。後述のテレビドラマ化との兼ね合いから、2006年の後半頃の放映前後からは『味っ子II』が長期休載状態となり、2007年8号において一部完結として連載終了となった。その後、本作が終了したことで2009年17号より『味っ子II』の連載が再開されることになった。

### 作品内容
物語の流れは、喰いしん坊探偵・通称「喰いタン」の高野聖也が、知識と味覚を駆使して事件を解決していくというもの。作者の本作以前の代表作品は、食に関しての勝負や成長ドラマが多い。それに対し、本作は食がテーマの（一風変わった）推理物となっている。これは作者が本作以外で少し控えていた「笑い」を前面に出して、新境地を開拓しようとした試みといえるだろう。基本的にはコメディータッチの作品。食品にまつわる科学的特性や、さまざまな料理の豆知識に関連した推理がメインとなっている。

## テレビドラマとの関係
主人公の設定やトリックの一部分はテレビドラマ版にも踏襲されているが、原作漫画とテレビドラマ版はまったく別の作品である。
ドラマ版は日テレ土曜ドラマ枠における放映とされ、企画時の仮想視聴対象者が『イブニング』読者層とは全く異なる ため、人物設定や作品の方向性などに多大なる改変が加わっており、ストーリーや演出についても原作に沿っていない。
作者自身も作中で高野の口を借りて「自分の作品ではない気がする」「マンガとドラマでは見せ方も違うし違う作品だ」という旨の発言をしている。後に作内では、この高野の言葉を受けた後のさらなる周囲の反応から「（改変に関して）スタッフが謝りに来た」「どちらも面白いので、両方ともよろしく」という旨の発言を高野にさせている。

## あらすじ
閑静な住宅地に『高野探偵事務所』の看板を掲げて居を構える高野聖也は、自他共に認める強烈な大食いである。大学の後輩である緒方警部の依頼で、様々な事件にその推理力を奮っている。一見クールな高野には、現場の証拠品である様々な食品類を食らうという困った癖があった。頭を痛める緒方警部。だが、それは事件解決のための高野独自の行動でもあった。かくして高野は様々な事件を解決に導いていく。
一方、そんな高野につき従う1人の女性がいた。名は出水京子。高野の本業は歴史関係の小説家であるが、彼女は（探偵と小説家の二足のわらじを履く）高野の秘書であり助手であった。緒方警部をはじめ様々な人物とともに、京子は高野の暴走に苦悩する毎日を送っている。京子や緒方の白い視線に対しても、喰いタン・高野はどこ吹く風。今日も必ず何かを喰い尽くし事件を解決する。

## 登場人物
高野 聖也（たかの せいや）
主人公。探偵を営みつつも、歴史小説家の顔も持つ人物。稀代の美食家にして大食漢。彼が食事をした後には、いつも使用済みの食器が山をなす。グルメではあるが、庶民的なコロッケやインスタントラーメン、牛丼などファストフードも大好物。事件現場の毒が混入された可能性のある食べ物でさえ、彼は平気で食べてしまう。料理を食べたときに「旨味ーっ！」と叫ぶのが口癖。
学生の頃に両親が亡くなり、相続した莫大な遺産で半ば道楽のように探偵と小説家の仕事をしている。小説家としては成功しており、大学生から大使に至るまで幅広いファンを獲得している。他にも、持ち前の食欲を生かして様々な料理関係の雑誌に記事やルポを書いており、透明性の高いその内容から読者の人気も高い。そのお陰か、格式の高いレストランからは歓迎される事もある。いつも小言を言う父親代わりの大田原を煙たがっているが、内心ではかなり恩義を感じている。その大田原によれば、子供の頃から非常に食い意地が張っていたらしい。「大賢は大愚に似たり」という諺を地で行くような人物で、彼の食への執着は ある意味常軌を逸している。実際、食事を邪魔された際には大抵邪魔した相手に何かしらの形で報復している。自分を怨む人間に京子が拉致された際は食事の誘惑に抗いつつ罠だと知りながら彼女を助け、犯人の顔面が変形するまでボコボコにした。また麻薬密造の秘密を知ったためヤクザたちに追われ、京子と一緒に殺され掛けた時は機転を利かせて一網打尽にし、その気になれば殺すことも出来たことをヤクザたちに告げ怯懦の情を抱かせた（京子まで手にかけようとしたため容赦はしないという旨を述べた）。
しかし探偵としての能力は、こと食べ物が絡む限り研ぎ澄まされる。 食の探偵を自負するだけあって、その頭脳には古今東西あらゆる料理や食材に関しての知識が詰まっている。また、悪事に対しては一貫して冷徹。その時の様子は普段の性格とは全く異なり、時には畏怖の念を起こさせるほどの鋭い目を見せ、卑怯な手段や暴力に訴えることにも全く躊躇いがない（ある事件では犯人に顔面陥没の重傷を負わせたこともある）。大田原が殺されそうになった時は、（警察にこそ引き渡さなかったものの）決して犯人を許さなかった。のちに黒瓜や狩野などのプロ犯罪者集団 “仕事屋”と、思いがけず敵対することになるが物語に絡まないまま連載が終了した。なお、中期頃から上手いものを食べた際「じわわわぁ～ん」（"わ"の数は話により違う）という効果音と共に頬を赤らめるようになった。
出水 京子（いずみ きょうこ）
高野の秘書兼助手。初期の頃は感情に乏しく事務的な秘書だったが、話が進むにつれ秘書というよりは世話役・女房役になった。常に高野につき従い、高野にツッコミを入れてストーリーを円滑に進める解説者。また彼が奇行に走ると呆れた眼差しになるのが特徴。傷害罪の適用の有無を高野から聞かれたり、商標権に関して意見するなど、法律に関しては知識があり、菓子に関しても知識を披露したことがある。いくら食べても太らない高野とは違い、自分の体重の増加を非常に気にしている。作中でセミヌードを披露した事もあるが、小栗からは「貧乳の秘書」と呼ばれている。
最終話では高野の小説連載が突然打ち切られたため、高野は長らく夢であった外国に向かうことを決意。その際、高野から告白にも似た台詞を告げられ、彼の秘書として旅立っていった。
緒方（おがた）
高野の大学時代の後輩であり、よく高野に推理を依頼する人物。警視庁のキャリア組の警部で、若手ナンバーワンと噂されている。高野の証拠品のつまみ食いに手を焼き、後に高野専門の「喰い止め隊」を指揮した。高野の食い意地には閉口しているが、その性格を逆手にとって事件解決に導く事もある。
大田原 巌（おおたわら いわお）
高野の父の親友で、貿易商を営む大柄な初老の男性。トレードマークは白髪ともみ上げ。高野の後見人であり、高野も「小父さん」と呼んで幼い頃から付き合いがあった。大田原によると高野は学生の頃に両親を亡くしたが、遺された莫大な遺産で大学まで卒業できたとの事。探偵と歴史小説家である高野の2つの顔を知っている数少ない人物であり、いつも高野の将来を心配して小言を並べている。かつては健啖家だったが、過ぎた暴飲暴食のせいで一時期身体を壊してしまった。その事を教訓にして、以後は人一倍健康と食べ物に気を使うようになった。それでも最近尿酸値が高くなってきていて、痛風一歩手前の状態である。高野は彼の還暦祝いの席で、健康オタクで高野のことを怒ってばかりのくせに自分の健康管理もできない人とウィキペディアに書き込むよう出水京子に指示していた。自他ともに頑固な性格ではあり一度長年の友人に暗殺されかけたことがあった（高野が気づき阻止して、真相を胸の内に仕舞い込んだので本人は気づいていない）。
三枝夫人（さえぐさふじん）
高野の母の知り合いで、大金持ちのセレブ。パーティー好きで貴金属には目が無い。高野にはかつて宝石盗難事件を解決してもらったことがあり、ちょくちょく高野をパーティーに招く。非常に器が大きい人物であり、数百人分の料理をアッサリ平らげてしまう高野の姿を見ても全く動じず、むしろ嬉しそうに見ている。また、本人は全く悪気はないのだが、一般に見れば毒舌と言えるセリフも多い。
高村 耕司（たかむら こうじ）
高名な推理作家。曽祖父の代から探偵家業の家系。帝都大学で犯罪学の講義もしている。三枝夫人と親交があり、招待されたパーティーで起きた事件で自信満々に推理を披露するが、高野に誤りを指摘されて面目を失う。曽祖父の名にかけてと高野にライバル意識を持つが、全く相手にされない。その後も高野との対談を企画されたり、高野が彼の名を冠した賞を受賞したりして作中に再登場するが、高野にはほとんど無視されており、なかなか名前と顔を覚えてもらえなかったが、5回目の登場でようやく覚えてもらった。
小栗 伴雄（おぐり ともお）
高野の大学時代の先輩であり現ルポライター。巨漢。ある大物政治家の不正を追っている内に、“仕事屋”に狙われる事になった。小栗は大学時代アメフト部で高野とは学部も違うが、互いに大食いという部分で好敵手となった。大柄な体格と大雑把な性格ゆえに、あだ名が「大巨獣ザッパ」。図太い高野が返答に困るほど、デリカシーに欠ける面がある。関西育ちのため納豆が苦手。また、細かい事を根に持つ性格。
白木 佳代（しらき かよ）
ケーキ屋「PETIT FAUNE」を経営する女性。喰いタン第1話の犯人にして、パティシエ達の間で伝説と呼ばれているほど腕の立つケーキ職人。
第1話の殺人で服役していたために、一時期、町の人たちに遠ざけられていたが、自分の大切な人を謀殺から救うためとわかり、また高野が雑誌やエッセイの中で紹介したりして、客足を戻すことができた。
前述の殺人を犯したが、基本的には優しく寛容であり、時として高野並の洞察力・行動力をみせる。
中田 可奈（なかた かな）
白木佳代のケーキ屋の客である中田さんという女性の娘。高野聖也たちと出会ったときは18歳。パティシエ志望で、日本最高といわれるパティシエ・村田青二に心酔している。白木のケーキについては、センスが古いとバカにしていた。しかし村田青二の私塾の試験のさいに白木に助けられたことがきっかけで、白木に弟子入りし、彼女の店で働くようになる。
生意気な性格で高野にもズケズケと無礼なことをいうが、実は何かと店に良くしてくれる高野に好意を抱いている。
寺田（てらだ）
雑誌で高野の担当。原稿の締め切りを平気でスッポかす高野といつもケンカをしている。一度は異動になったが、再び高野の担当になった。高野の探偵事務所の看板を冗談と思っており、高野が探偵であることを知らない。名前は作者自身の担当編集者、テリー寺田から。
武田（たけだ）
講談社の新人編集者。高野の担当。背は低いが声はでかい。既婚者。寺田同様、締め切りを平気でスッポかす高野に苦労させられている。編集部内で有名になるほどの熟女系のAV好きで、高野にそのことを奥さんの前でバラされてしまい入院するほど奥さんに激しく折檻された。だが、基本的には浮気もしない、暴力も振るわない真面目な人間らしい（高野談）。帝都大学のミステリー同好会の出身で後輩達の前では威張ってばかり。
鹿島（かしま）
寺田が異動になった時に高野の後任の担当になった講談社の編集者。しかし、4巻に2回登場してから長らく出番が無く、いつの間にか高野の担当のポジションは上記の武田に奪われ、次に登場したのは11巻になってからだった。しかも、久しぶりの登場だというのに殺人事件の被害者となってしまう。別に顔立ちは丹精ではなくというより、むしろ不細工に描かれているが、若い同僚と年上の寮母とで二股をかけていた。その為に、別れ話をきり出された方の女性から殺されてしまったはずなのだが、15巻収録分の話で生きて再登場してきた。今では3人で仲良くやっており、講談社の種馬と呼ばれている。
清原（きよはら）
中華料理屋「満州」の店主。料理の腕は本物だが、どうしようも無い博打狂い。たびたび店の売り上げを奥さんに内緒で競馬につぎ込んではスッているので経営は左前。その所為で高野からは枕詞のように“人間のクズ”呼ばわりされている。この人が登場する回では、競馬をしていることが奥さんにバレないように悪知恵を働かせるが、その都度高野に見抜かれてしまい、奥さんの目の前でバラされては彼女から折檻されるというのが基本パターンとなっている（救急車が来たケース有り）。奥さんの凶暴性に辟易しているが、博打狂いな自分が原因であることも自覚しており、高野と共謀して労ったことがある。料理人だけあって観察眼も優れている。
清原夫人（きよはらふじん）
恐らくは作中で最も腕っ節の強い女性。名前は節子。博打狂いの夫に苦労させられている。夫を折檻する時の様子は「品格ある『イブニング』読者の皆様への配慮」と称してハッキリとは描かれていないが、あまりにも激し過ぎてほとんど地獄絵図だということがうかがえる。しかし、夫に「こんな駄目な女たらしとは離れて正解」と言い放った若い美人ホステスを「夫を悪く言っていいのは私だけ」と殴り飛ばすなど、夫に対して愛情はあるようである。また腕の立つ料理人の妻だけあって味覚はかなりのもので清原の小細工を見抜くことも多い。
滝川 伊平（たきがわ いへい）
3年前に高野の推理によって警察に逮捕され、投獄されていた犯罪者。無関係な人たちを自分の犯行の巻き添えにする卑劣漢。逮捕されたことを逆恨みし、京子を人質にとって高野をおびき寄せて気絶させた後に部屋に火を放った。最後は食事を中断せざるを得なくて激怒した高野に顔面を執拗に殴打され、半死半生の状態で病院送りとなる。
黒瓜 邪鬼（くろうり じゃき）
世界的なピアニスト蓮見清彦を脅した“仕事屋”の1人。毒物を自在に操り、暗示とともに呪いに見せかける呪いのプロフェッショナル。高野にトリックを見破られ逮捕される。名前は黒魔術師のアレイスター・クロウリーから。
狩野 光子（かのう みつこ）
三枝夫人を騙して偽の黒オパールを売りつけようとした、天才的な女詐欺師。証拠を残さないため逮捕されていない。高野を気に入り第20話で再登場したが、やはり馬鹿という評価は変わらず。
渡守 加路（ともり かろ）
依頼者・川端夫人に吉岡史明少年を事故に見せ掛け殺害する方法を教えた“仕事屋”の1人。古今東西のありとあらゆる殺人技術を依頼者に提供する、「よろず殺人コーディネーター」である。
殺し屋ではなく依頼者に人の殺し方を教えるアドバイザーなので、逮捕どころか高野との面識すらない。自分が受けた依頼を失敗させた高野に強い興味を示している。
杉田
カレー屋「セイロン」の主人。常連の女性ファンからは「私たちの杉サマ」と慕われている。実は清原夫人に対して、ひそかに恋心を抱いていた。
島 耕作
12巻でコラボレーション（『社長島耕作』の連載開始に合わせた企画）。社長就任会見に高野と京子が出席したという設定。会見中に聖マリア像が盗難に遭い高野に捜索を依頼。犯人の自供を聞き自分の過ちに気づき1週間で社長を辞任してしまった。なおこのことについて作者は「弘兼憲史に怒られないかビクビクしている」とのこと。
寺沢 大介
作者。作中では「某劇画作家」と呼ばれている。

## 番外・関連作品

### くいしんぼうたんてい せいやくん
児童雑誌『たのしい幼稚園』に掲載の漫画作品。読み切りとして掲載された後に、2007年5月号より連載開始。食べ物には異常に意地汚いが頭は切れる小学生「たかのせいや」と、そのクラスメイト「いずみきょうこ」が登場する。フキダシの文字は全て平仮名か片仮名の、子供向けの『くいタン』である。『喰いタン』本編の単行本8巻の巻末に第1話と第2話、10巻の巻末に第3話と第4話が収録されている。

### 名探偵聖也くん ボクとパンチの物語
本作の主人公である高野聖也の小学生時代を描いた漫画作品。両親を亡くし大田原のおじさんのもとに引き取られてすぐの頃の挿話で、悲しみに押しつぶされそうな心を無理に耐え「作った笑顔」で過ごす聖也と、ふとしたきっかけで彼についてくるようになった野良犬・バンチの交友の物語であり、その中で彼らが巻き込まれた事件とそれを解決する聖也とバンチの姿を描いた作品。雑誌発表されなかった単行本書き下ろし作品で、後述する『これがプロのうまさのひみつ』と共に書籍化されている。

### 喰いタンがあばく! これがプロのうまさのひみつ
幼児向け雑誌『おともだち』の保護者用別冊『OTOMODACHI PLAZA』に2008年2月号から2009年12月号まで連載された食レポ漫画。高野聖也が『おともだち』編集部と共に様々な名店を渡り歩き家庭でもできる料理のレシピを教えてもらう、という設定の企画連載作品。のちに単行本『名探偵聖也くん ボクとパンチの物語』に再編集の上で収録された。

### 喰いタン 水戸光圀
『モーニング食』vol.1およびvol.2に掲載の漫画作品。食い意地が張った徳川光圀が食の知識で事件を解決していく。『ミスター味っ子 幕末編』の単行本1巻と3巻に収録。

## 備考
- もともと喰いタンとは麻雀のあがり役のひとつで、「喰ったタンヤオ」を意味する。タンヤオはチーやポンなどすることによって作りやすく早くあがれるが、その分点数は低い（「喰いタン」の役をルールとして認めていない地域もある）。
- 編集者・寺田は、講談社で寺沢の担当を務めていた実在の編集者がモデル。寺田以外にも、たまに「シャレにならない楽屋落ちネタ」で実在の担当編集等が登場することがある。
- 初期の頃の各話のタイトルは、「食う」の言葉で締めくくられていることが多かった。中盤以降はその傾向が薄れてきている。

## 書誌情報
寺沢大介 『喰いタン』 講談社（イブニングKC）、全16巻 
1. 2002年11月22日発行、ISBN 978-4-06-352016-3
2. 2003年5月23日発行、ISBN 978-4-06-352029-3
3. 2003年11月21日発行、ISBN 978-4-06-352045-3
4. 2005年9月21日発行、ISBN 978-4-06-352121-4
5. 2006年3月23日発行、ISBN 978-4-06-352144-3
6. 2006年9月22日発行、ISBN 978-4-06-352166-5
7. 2007年3月23日発行、ISBN 978-4-06-352180-1
8. 2007年4月23日発行、ISBN 978-4-06-352184-9
9. 2007年12月21日発行、ISBN 978-4-06-352209-9
10. 2008年3月21日発行、ISBN 978-4-06-352217-4
11. 2008年7月23日発行、ISBN 978-4-06-352232-7
12. 2008年10月23日発行、ISBN 978-4-06-352239-6
13. 2009年2月23日発行、ISBN 978-4-06-352253-2
14. 2009年6月23日発行、ISBN 978-4-06-352270-9
15. 2009年9月23日発行、ISBN 978-4-06-352280-8
16. 2009年10月23日発行、ISBN 978-4-06-352286-0

寺沢大介『喰いタン 名探偵聖也くん ～ボクとバンチの物語～』講談社（KCDX）、全1巻（『喰いタンがあばく! これがプロのうまさのひみつ』併録）
- 2011年6月23日発行、ISBN 978-4-06-376090-3